# Kill Bill: Volum 1
Kill Bill: Volum 1 és una pel·lícula d'acció i suspens estatunidenc escrita i dirigida per Quentin Tarantino. És la primera de les dues pel·lícules que van ser llançades en cinemes apart alguns mesos, la segona titulada Kill Bill: Volum 2. La pel·lícula va ser originalment programada per a una estrena única, però tenia una durada de més de quatre hores, finalment fou separada en dos volums. Kill Bill: Volum 1 va ser estrenada a la fi de 2003, i Kill Bill: Volum 2 va ser llançada a inicis de 2004. Les dues pel·lícules són sovint referides com «Kill Bill». La pel·lícula és protagonitzada per Uma Thurman, David Carradine, Vivica A. Fox, Lucy Liu, Michael Madsen, Sonny Chiba i Daryl Hannah. Ha estat doblada al català.
Les dues pel·lícules segueixen a un personatge inicialment identificada com «La Núvia», un antic membre d'un equip d'assassins que busca venjança de les seves excolegas que van massacrar als membres de la seva festa de noces i van intentar matar-la. La pel·lícula és sovint notada pel seu estil de direcció i la seva homenatge als gèneres cinematogràfics com les pel·lícules d'arts marcials hongkoneses, les pel·lícules de samurais, (concretament Lady Snowblood) spaghetti western, noies amb armes, i violació i venjança.
La pel·lícula va començar amb una dedicatòria al director japonès Kinji Fukasaku, i va estar inspirada en la pel·lícula d'animació japonesa Blood: The Last Vampire. Una edició diferent de la pel·lícula va ser llançada específicament per al Japó, i va ser estrenada diverses setmanes més tard. Mentre que la versió estatunidenca mostra l'escena de la batalla contra el grup "Els 88 maníacs" en blanc i negre, la versió japonesa i europea la mostra totalment en color. El rodatge de la pel·lícula va durar 8 mesos i moltes de les seves escenes van ser filmades en el Japó. Miramax és la distribuïdora als Estats Units.

## Argument
La pel·lícula obre amb un intertítulo mostrant el proverbi «La venjança és un plat que se serveix més aviat fred». Una dona embarassada (Uma Thurman), coneguda com «La Núvia», està recolzada a terra severament ferida en les seves noces, parlant amb Bill (David Carradine) sobre el bebè que porta dins; tanmateix, Bill li dispara al cap. Més tard, s'assabenta que va sobreviure miraculosament al tret, però va estar en coma quatre anys.
Fora de la seqüència, la pel·lícula mostra l'assassinat de la segona venjança de la Núvia després de la seva recuperació. La Núvia troba a Vernita Green (Vivica A. Fox) a casa seva i lluita amb ella, però es detenen quan Nikki, la filla de Vernita, arriba de l'escola. Es revela que ambdues són membres antics de l'Esquadró Assassí Escurçó Letal, assassins d'elit sota el comandament de Bill. Bill va ordenar l'atac a la Núvia en venjança de la seva decisió de deixar-lo i casar-se en secret amb un altre home. Mentre les dues dones estan parlant a la cuina durant la seva treva, Vernita intenta matar a la Núvia amb un revòlver amagat en una caixa de cereal Kaboom. El tret no dona en la Núvia, qui pren represàlies llançant un ganivet al pit de Vernita, que cau morta lentament. Quan la Núvia nota que Nikki està dret en l'entrada, li ofereix l'oportunitat de venjar-se quan sigui adulta, i finalment deixa la casa. La Núvia ratlla el nom de Vernita en la seva llista; el nom «O-Ren Ishii» ja estava ratllat.
Tornant al temps de la seva coma, un altre membre de l'esquadró, la monocular Elle Driver (Daryl Hannah) entra a l'habitació de l'hospital de la Núvia on roman en coma, i prepara una injecció letal, però és interrompuda per Bill al telèfon, qui declara que ells prendran acció només si ella desperta; Ele, que va prendre el lloc de la Núvia com a amant de Bill, accepta de mala gana, però li adverteix a la Núvia que és millor que mai desperti. Quatre anys més tard, la Núvia desperta horroritzada en descobrir que ja no està embarassada. Mentrestant, s'assabenta que un empleat de l'hospital anomenat Buck va estar violant-la en el seu estat de coma, i en aquest moment es troba acceptant diners d'un camioner que vol fer el mateix amb ella. Mentre el camioner es prepara per a assaltar-la, la Núvia mossega la seva llengua i el mata. Malgrat estar incapacitada, mata a Buck propinant-li forts cops al cap entre una porta i el seu brancal, i roba la camioneta de Buck. Jura venjança i indica el seu primer objectiu: O-Ren Ishii (Lucy Liu). En seqüències flashback, la Núvia explica que O-Ren era filla d'un militar xinès-estatunidenc i la seva esposa japonesa, quivan ser assassinats per un dels pitjors caps yakuza, el cap Matsumoto. O-Ren va sobreviure pel fet que els seus pares la van amagar sota un llit, però va presenciar l'assassinat dels seus pares; un parell d'anys després, aprofitant que el cap Matsumoto era pedòfil, va aconseguir venjar als seus pares assassinant-lo. Als 20 anys, es va tornar una de les millors assassines a sou del món i als 25, va participar en la matança de Palo Alto, on ella i els altres membres de l'Esquadró van assassinar totes les persones dins d'una església, excepte a la Núvia. Anys després, es va convertir en la líder yakuza de Tòquio amb ajuda de Bill; durant la festa de celebració un dels membres del Consell Yakuza, el cap Tanaka, insulta a O-Ren perquè no la considera digna de ser el seu líder per ser japonesa i xinesa-americana. O-Ren li talla el cap a Tanaka i, amb l'assistència de Sofie Fatale (Julie Dreyfus), assistent d'O-Ren i antiga protegida de Bill, aclareix que encara que acceptarà que els altres membres del Consell posin en dubte les seves decisions, no acceptarà que es parli de la seva ascendència com una cosa negativa.
Una vegada recuperada, la Núvia viatja a Okinawa per a obtenir una espasa del llegendari elaborador d'espases Hattori Hanzō (Sonny Chiba), qui va jurar mai forjar una espasa una altra vegada. Després d'assabentar-se que el seu objectiu és el seu antic estudiant, Bill, accepta forjar l'espasa més fina per una obligació moral. La Núvia localitza a O-Ren en un club nocturn a Tòquio, reptant-la a una lluita i retallant el braç de Sofie Fatale (qui també va estar durant la massacre.) Llavors, lluita contra l'exèrcit yakuza d'O-Ren, incloent l'esquadró d'elit dels 88 Maníacs i la guardaespatlles personal d'O-Ren, una sàdica jove de 17 anys Gogo Yubari (Chiaki Kuriyama), abans d'enfrontar-se a O-Ren en un jardí japonès cobert de neu i l'assassina. Finalment, tortura a Sofie per a obtenir informació sobre Bill, deixant que Sofie visqui per explicar-li a Bill que la Núvia estan en camí per matar als altres i a ell. La pel·lícula acaba amb Bill preguntant a Sofie si la Núvia sap que la seva filla està viva.

## Repartiment
- Uma Thurman (1970) com La Núvia/Beatrix Kiddo (Mamba Negra): Exmembre de l'Esquadró Assassí Escurçó Letal qui és descrita com «la dona més letal del món». Ella és massacrada al costat d'altres convidats en l'assaig de les seves noces, i cau en coma. Quan desperta després de quatre anys, s'embarca en una aventura sagnant de venjança contra els perpetradors de la massacre.
- David Carradine (1936-2009) com Bill (Encantador de Serps) En aquest primer volum, només es coneixen les seves mans i veu: El exlíder de l'Esquadró Assassí Escurçó Letal. També és l'antic amant de la Núvia, i el pare de la seva filla. Ell és l'objectiu final i epònim de la venjança de la Núvia.
- Lucy Liu (1968) com O-Ren Ishii (Mocassí): Exmembre de l'Esquadró Assassí Escurçó Letal. Més tard es converteix en «la Reina de l'inframón de Tòquio». És la primera dels objectius de venjança de la Núvia.
- Vivica A. Fox (1964) com Vernita Green (Cascavell): Exmembre de l'Esquadró Assassí Escurçó Letal, després de la dissolució del grup, Vernita es va mudar a Pasadena, a Califòrnia on va canviar d'identitat i va formar una família, renunciant al seu passat com a assassina. És l'única de l'esquadró que realment es va penedir d'haver intentat matar a la Núvia.
- Michael Madsen (1957) com Budd (Crotalus cerastes): Germà de Bill i exmembre de l'Esquadró Assassí Escurçó Letal, va renunciar al seu passat com a assassí en guardar la seva catana feta per Hattori Hanzo; després d'això, es va convertir en el pinxo d'un night-club a Arizona.
- Daryl Hannah (1960) com Elle Driver (Cròtal de Califòrnia): L'amant de Bill i principal némesis de la Núvia, després de la suposada mort d'aquesta, va substituir a la Núvia com a amant de Bill, i sembla guardar bastant ressentiment cap a la seva excamarada.
- Julie Dreyfus (1966) com Sofie Fatale: Advocada i principal consellera d'O-Ren Ishii, és una altra de les protegides de Bill, i va ser present quan l'esquadró intento assassinar la Núvia.
- Sonny Chiba (1939) com Hattori Hanzo: Un mestre fabricador de katana japonès, resideix a Okinawa. Té una famosa reputació com el millor mestre fabricador de katanes de tot el món; encara que va jurar no tornar a realitzar cap altra espasa, va renunciar a la seva promesa en fabricar-li una personalment a la Núvia. Sembla tenir un passat turbulent amb Bill.
- Kenji Ōba com Shiro: empleat de la botiga de Hattori Hanzo.
- Ambrosia Kelley com Nikki Green: La petita filla de Vernita Green, presència l'assassinat de la seva mare a les mans de la Núvia, encara que aquesta li diu que no volia fer-lo front a ella. Beatrix es disculpa i li diu que si en el futur desitja venjar-se, l'estaria esperant.
- Michael Parks com Earl McGraw: Un policia que investiga el cas de la massacre de les noces.
- James Parks com Edgar McGraw: El fill d'Earl McGraw. També és policia.
- Michael Bowen com Buck: Infermer de l'hospital on porten a la Núvia després que caigués en coma. Buck s'aprofita del seu estat comatós i deixa que altres homes la violin per diners.
- Jonathan Loughran com un camioner a qui Buck ven la Núvia.
- Gordon Liu com Johnny Mo: Cap principal de l'exèrcit personal d'O-Ren, els 88 Maníacs.
- Tetsuro Shimaguchi com Miki: un integrant dels 88 Maníacs.
- Juri Ragés com una integrant dels 88 Maníacs
- Jun Kunimura com a Cap Tanaka: Un dels caps Yakuza del Japó, molt disgustat per la pujada al poder d'O-Ren Ishii, la va insultar pels seus orígens xineso-americans, i aquesta li va respondre tallant-li el cap amb la seva katana.
- Chiaki Kuriyama com Gogo Yubari: Guardaespatlles personal d'O-Ren, malgrat la seva curta edat (17 anys). Gogo és seriosa i a simple vista sembla innocent, però en realitat és bastant sàdica i té un avançat estat de bogeria. Maneja molt destrament armes blanques i una maça de punxes.
- Sakichi Sato com Charlie Brown: Un empleat a la Casa de les Fulles Blaves qui vesteix un quimono similar a la camisa del protagonista de Peanuts.
- Yuki Kazamatsuri com la propietària de la Casa de les Fulles Blaves.
- Yoshijuki Morishita com un home de negocis de Tòquio que és assassinat per Gogo.
- El grup The 5.6.7.8's (Sachiko Fuji, Yoshiko Yamaguchi i Ronnie Yoshiko Fujiyama) interpretant a elles mateixes. Apareixen cantant a la Casa de les Fulles Blaves els temes I Walk Like Jayne Mansfield, I'm Blue i Woo Hoo.

## Producció
Quentin Tarantino va intentar produir Kill Bill com una pel·lícula. Amb un pressupost de 55 milions de dòlars, producció finalitzada en 155 dies. Harvey Weinstein, el llavors coprincipal de Miramax Films, va ser conegut per pressionar als directors per a mantenir les seves pel·lícules amb una durada considerablement curta. Quan Tarantino va començar l'edició de la pel·lícula, ell i Weinstein es van posar d'acord a tallar la pel·lícula en dues. Amb la proposta, Tarantino editaria una pel·lícula més completa, i Weinstein tindria pel·lícules amb acceptables temps de durada. La decisió per a tallar Kill Bill en dos volums va ser anunciada al juliol de 2003.

### Títol
Kill Bill pot traduir-se literalment com Mata a Bill. No obstant això, «bill» en anglès també significa «compte» o «rebut» pel que una traducció més lliure (per a apreciar el doble sentit) seria «saldar comptes». D'altra banda, en japonès no es distingeix la l de la r, i el títol es llegeix "キル・ビル" (Kiru Biru). El verb kiru (切る) significa «tallar» o «llescar», com amb la katana.

## Influències
La història completa de Kill Bill està adaptada de Lady Snowblood, una pel·lícula japonesa de 1973 on una dona mata a una colla que va assassinar la seva família. The Guardian va comentar que Lady Snowblood va ser «pràcticament una plantilla per tot Kill Bill Volum 1». Lady Snowblood va ser adaptada del manga homònim escrit per Kazuo Koike i il·lustrada per Kazuo Kamikura.
Referència el xou televisiu Yagyû ichizoku no inbô (Intriga del clan Yaguy) per citar una variant del diàleg en la seqüència d'entrada del xou.
Jubei Yagyu (Sonny Chiba) [La conspiració Yagyu]: «La Doctrina Secreta d’Ura Yaguy ("Yagyu Amagat") declara: "Una vegada furiós en la batalla, lluita per guanyar. Això és la primera i més important regla del combat. Totes les emocions humanes, especialment la compassió, són inútils. Mata a tot aquell que s'interposi en el teu camí, fins i tot si és Déu o Buda en persona. Només així es pot dominar l'essència de la tècnica. Una vegada apresa, no hauràs de sentir por a ningú, encara que els dimonis bloquegin el camí"».
Hattori Hanzo XV (Sonny Chiba) [Kill Bill]: «Els guerrers implicats en combat han de concentrar-se únicament a derrotar el seu enemic. Totes les emocions humanes, especialment la compassió, són inútils. A qui s'interposi al teu camí, encara que sigui el teu Déu o Buda en persona has de matar-lo. Aquesta veritat és l'arrel secreta de l'art de la guerra».
La pel·lícula també referència a Samurai Reincarnation,(1981) citant la seva línia: «Si el mateix Déu es travessés en el seu camí, fins Ell sortiria danyat». Hattori Hanzō va ser creat a partir del llegendari forjador d'espases Muramasa. El personatge també té una referència al xou televisiu japonès Kage no Gundan (Guerrers de l'ombres a Amèrica), on Sonny Chibba interpreta a un versió diferent de Hattori Hanzō, així tan bé, els seus descendents en següents temporades. Tarantino, en les característiques especials del Volum 1, afirma que el personatge Hanzō de la seva pel·lícula és un d'aquells descendents. and the "crashing zoom", a fast zoom usually ending in a close-up commonly used in Shaw Brothers films.
Kill Bill fa tributs a gèneres cinematogràfics incloent spaghetti western, blaxploitation, wuxia xinès, les pel·lícules yakuza japoneses, el cinema de samurais del Japó, i les pel·lícules de kung fu dels anys 60 i 70. Aquest últim gènere, que va ser molt produït per Shaw Brothers, té cert reconeixement quan el seu logo és inclòs al començament de Kill Bill: Volum 1.
Una pel·lícula exploitation influent que Tarantino ha esmentat en entrevistes és la sueca Thriller - en grym film. Tarantino, qui va anomenar a Thriller «la pel·lícula de venjança més violenta mai feta», va recomanar que l'actriu Daryl Hannah veiés la pel·lícula per a preparar el seu paper com l'assassina monocular Elle Driver.

## Música
Com les anteriors pel·lícules de Tarantino, Kill Bill inclou una banda sonora eclèctica compresa per diversos gèneres musicals. En les dues bandes sonores, els rangs musicals des de música country van ser triades a partir de les bandes sonores de spaghetti westerns de Ennio Morricone. El tema de Bernard Herrman de la pel·lícula Twisted Nerve és xiulada per l'amenaçadora Elle Driver a l'escena de l'hospital. Un breu extracte de 15 segons de la introducció del tema musical de Ironside de Quincy Jones és usat com el motiu de venjança de la Núvia, que esclata amb un flashback tenyit de vermell en qualsevol moment que ella està prop del seu pròxim objectiu. Les pistes instrumentals del guitarrista japonès Tomoyasu Hotei figuren sovint i, després de l'èxit de Kill Bill, van ser usades sovint en comercials televisius estatunidencs i en esdeveniments esportius. Quan La Núvia entra a «La Casa de les Fulles Blaves», el grup go-go The 5.6.7.8's interpreta «I Walk Like Jayne Mansfield», «I'm Blue» i «Woo Hoo». La connexió amb Lady Snowblood és establerta per l'ús de «The Flower of Carnage», que és tema musical de tancament d'aquesta pel·lícula. «The Lonely Shepherd» del flautista Gheorghe Zamfir sona en els crèdits finals.

## Recepció crítica
Kill Bill: Volum 1 va rebre ressenyes generalment positives dels crítics de cinema. Rotten Tomatoes va lliurar a la pel·lícula una puntuació de 85% basada en 218 crítiques i reporta una qualificació de 7.7 sobre 10. El seu consens entre crític és: «Kill Bill és ni més ni menys que una pel·lícula de venjança amb molt d'estil. Però quin estil!». En Metacritic, que assigna una puntuació fa una mitjana de sobre 10 a les ressenyes dels crítics dels corrents predominants, la pel·lícula va rebre una qualificació de 69 basada en 43 ressenyes.
A. O. Scott de The New York Times va dir que les anteriors pel·lícules de Tarantino Pulp Fiction i Jackie Brown van ser «una exploració de personatges creïbles i autèntiques emocions». I finalment va escriure sobre Kill Bill: Volum 1: «Ara, sembla, els seus interessos han canviat en la direcció oposada i es va ficar més en ell mateix, els seus personatges i la seva audiència en un món molt artificial, un univers d'aparença vidriosa que reflecteix res més enllà que les seves obsessions cinematogràfiques». Scott va atribuir «la dolorosa incoherència de la història» al mostreig de Tarantino dels diferents gèneres que inclou spaghetti westerns, blaxploitation i pel·lícules d'acció asiàtiques. El crític va resumi de cineastes pot ser tediosa i desconcertant, la innegable passió que condueix Kill Bill és fascinant, fins i tot, estranya per a explicar-la, i simpàtica. El Sr. Tarantino és un presumit irreprensible, imprudentment fent gala les seves habilitats formals com un coreògraf de violència d'alt concepte, però ell és també un cinèfil desvergonyit, i la sinceritat del seu entusiasme lliura a aquest desordenat i accidentat espectacle un integritat rara i fervent».
Manohla Dargis de Los Angeles Times va considerar Kill Bill: Volum 1 «Una targeta del dia de Sant Valentí molla de sang dirigida a les pel·lícules», i va escriure: «Aparentment, Tarantino està esforçant-se per més que una nota feta puré no feta a la mesura o una antiga mescla de pel·lícules del cinema d'Or. És, per tant, un homenatge a pel·lícules gravades en cel·luloide i pantalla ampla, ampla, ampla, ampla —una raresa pel temps adequat abans que les pel·lícules fossin radicalment secularitzades». Dargis va dir: «Aquest tipus de boja pel·lícula d'amor explica l'enfocament i les ambicions de Tarantino, i també apunta a les seves limitacions com un cineasta», dient l'abundància de referència sovint una distracció. Va reconèixer el talent tècnic de Tarantino però pensava que l'atractiu de Kill Bill: Volum 1 era massa limitat per les populars referències culturals, titllant la història de la pel·lícula «la part menys interessant de tota l'equació».
L'historiador cultural Maud Lavin argumenta que la personificació de la Núvia amb una venjança assassina dona un copet en les fantasies personals dels espectadors per cometre violència. Per l'audiència, particularment espectadores, aquests personatges femenins excessivament agressius proporcionen un lloc complex per a la identificació amb la pròpia agressió d'un.

### Premis i nominacions
Uma Thurman va rebre una nominació al Globus d'Or a la millor actriu el 2004. També va ser nominada el 2004 al BAFTA a la millor actriu, a més de quatre candidatures més al BAFTA. Kill: Bill Volum 1 fou col·locada a la llista de la revista Empire de les 500 millors pel·lícules de tots els temps al número 325 i la núvia també es va classificar al número 66 dels "100 millors personatges de pel·lícula" de la revista 'Empire'. Kill Bill no va rebre cap nominació als Premis Oscar.
| Guardons                        | Guardons                                                        | Guardons                        | Guardons  |
| Premi                           | Categoria                                                       | Receptor(s)                     | Resultat  |
| ------------------------------- | --------------------------------------------------------------- | ------------------------------- | --------- |
| 57è Premis BAFTA                |                                                                 |                                 |           |
| Millor actriu                   | Uma Thurman                                                     | Nominat                         |           |
| Millor edició                   | Sally Menke                                                     | Nominat                         |           |
| Millor música                   | RZA                                                             | Nominat                         |           |
| Millor so                       | Michael Minkler, Myron Nettinga, Wylie Stateman, i Mark Ulano   | Nominat                         |           |
| Millors efectes visuals         | Tommy Tom, Kia Kwan, Tam Wai, Kit Leung, Jaco Wong, i Hin Leung | Nominat                         |           |
| 9è Premis Empire                |                                                                 |                                 |           |
| Millor pel·lícula               | Kill Bill: Volume 1                                             | Nominat                         |           |
| Millor actriu                   | Uma Thurman                                                     | Guanyador                       |           |
| Millor Director                 | Quentin Tarantino                                               | Guanyador                       |           |
| Sony Ericsson Scene of the Year | The House of the Blue Leaves                                    | Nominat                         |           |
| 61è Premis Globus d’Or          | Millor actriu                                                   | Uma Thurman                     | Nominat   |
| 2004 MTV Movie Awards           | Millor interpretació femenina                                   | Uma Thurman                     | Guanyador |
| 2004 MTV Movie Awards           | Millor vilà                                                     | Lucy Liu                        | Guanyador |
| 2004 MTV Movie Awards           | Millor lluita                                                   | Uma Thurman vs. Chiaki Kuriyama | Guanyador |
| 2003 Satellite Awards           |                                                                 |                                 |           |
| Millor disseny de producció     | Kill Bill: Volume 1                                             | Nominat                         |           |
| Millor gui´oroginal             | Quentin Tarantino i Uma Thurman                                 | Nominat                         |           |
| Millor so                       | Kill Bill: Volume 1                                             | Nominat                         |           |
| Millor efectes visuals          | Kill Bill: Volume 1                                             | Nominat                         |           |
| 30è Premis Saturn               |                                                                 |                                 |           |
| Millor pel·lícula d’acció       | Kill Bill: Volume 1                                             | Guanyador                       |           |
| Millor actriu                   | Uma Thurman                                                     | Guanyador                       |           |
| Millor actor secundari          | Sonny Chiba                                                     | Nominat                         |           |
| Millor actriu secundària        | Lucy Liu                                                        | Nominat                         |           |
| Millor director                 | Quentin Tarantino                                               | Nominat                         |           |
| Millor guió                     | Quentin Tarantino                                               | Nominat                         |           |
| Genre Face of the Future        | Chiaki Kuriyama                                                 | Nominat                         |           |